# Cornuti

Bouclier des Cornuti, en accord avec la Notitia dignitatum.

Les Cornuti (« cornés ») étaient une unité des Auxilia palatina de l'armée romaine du Bas-Empire romain, aux IVe et Ve siècles. Selon certains chercheurs, ils sont représentés sur l'arc de Constantin Ier, comme les soldats germaniques qui sont présentés portant des casques cornés. Sur le bas-relief représentant la bataille de Vérone (312), ils sont dans les premières lignes, et ils sont représentés combattant avec les archers dans le bas-relief de la bataille du pont Milvius.
Les Cornuti appartenaient au comitatus de la Gaule, et sont attestés sur la frontière nord depuis 355. En 357, ils étaient dirigé par le tribun Bainobaudes dans une campagne contre les Alamans qui avaient attaqué le territoire romain et fait retraite ensuite, sur une petite île.
La même année, les Cornuti ont combattu les Alamans lors de la bataille d'Argentoratum, sous le commandement du César Julien. Lorsque la cavalerie alémanique causa la fuite des cavaliers romains, les Cornuti et son unité frère, les Brachiati, tenaient les cavaliers ennemis jusqu'à ce que Julien regroupe la cavalerie romaine et la ramène dans la bataille. Malgré la victoire des Romains, Bainobaudes, le tribun des Cornuti a été tué.
La Notitia dignitatum, un document décrivant les fonctions civiles et militaires dans l'Empire romain d'Occident autour de 420 et dans l'Empire romain d'Orient en 395 environ, renseigne sur l'existence des Cornuti seniores sous le commandement du Magister militum praesentalis peditum d'Occident. La même source indique l'existence des Cornuti iuniores, qui ont combattu à la bataille d'Andrinople (378) et ensuite ont fait partie de l'armée du Magister militum praesentalis d'Orient. Plus tard, les Cornuti iuniores ont été envoyés pour garder l'Aurea Porta (Porte d'Or) de Constantinople avec les Leones iuniores, comme en témoigne une inscription de 413.